# Undefeated Bahamut Chronicle

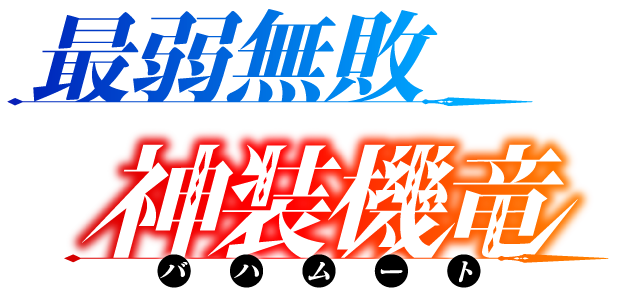
Logo oficial da Obra

Undefeated Bahamut Chronicle (最弱無敗の神装機竜 (バハムート), Saijaku Muhai no Bahamūto, lit. "Undefeated Weakest Bahamut") é uma série japonesa de light novels escrita por Senri Akatsuki e ilustrada por Ayumu Kasuga. A SB Creative publicou 19 volumes desde 12 de agosto de 2013 sob a sua marca GA Bunko. Uma adaptação para mangá escrita por Itsuki Watanabe e ilustrado por Fumi Tadauri, foi serializado por Square Enix e a revista online da GA Bunko, Gangan GA, de 17 de julho de 2014 a 11 de maio de 2018. Foi compilado em onze volumes tankōbon. Uma adaptação para anime de 12 episódios da série de televisão de Lerche foi ao ar entre 11 de janeiro e 28 de março de 2016.

## Enredo
Há cinco anos uma revolta derrubou o império Arcádia. O ex-príncipe do império, Lux Arcadia, acidentalmente transgride em uma área de banho exclusiva para mulheres e testemunha a princesa do novo reino, Lisesharte Atismata, nua e seu segredo. Depois de um duelo com Lisesharte, Lux freqüenta a academia somente para mulheres, onde treina os alunos para se tornarem drag-knights reais.

## Drag-Rides
Os Drag-Rides são um grupo de trajes robóticos especiais convocados pelos dispositivos de espada, e que eventualmente compartilham as mesmas cores. Eles podem ser separados em 3 grupos:

### Drag-Rides Comuns
- Os "Arena Guardians", um grupo de Drag-Rides especializado em barreiras protetoras. Eles geralmente são usados para selar a zona de batalha da Arena, para que os competidores não machuquem as pessoas assistindo. Suas cores são laranja e branco.
- O "Kingdom Assault Group", uma grande unidade de Drag-Rides com uma aparência semelhante aos Arena Guardians. Eles geralmente são usados para proteger o reino em casos de perigo ou em raras ocasiões para explorar as ruínas antigas. (Este grupo inclui os Drag-Rides dos alunos da academia)

### Drag-Rides Incomuns
Um grupo de raros Drag-Rides mais poderosos que os comuns. Se usado por um piloto digno, ele pode competir mesmo com os Drag-Rides Divinos.
- "Wyvern" - Um Drag-Ride incomum, sem habilidades especiais ou movimentos ao lado de sua técnica de proteção "Howling Roar", suas cores são azul e branco. Ele é bom em combate corpo a corpo e também tem uma boa velocidade. Lux usa esse Drag-Ride de tempos em tempos para que ele possa esconder sua identidade secreta como o lendário "Herói Negro".
- "Guardiões da Ruína" - um grupo de Drag-Rides sem piloto que foram criados pelos antigos para proteger seus segredos de estranhos.
- Drag-Ride de Noct - um Drag-Ride verde e branco, especializado em exploração e personalizado com um poderoso radar. Geralmente é usado para explorar as ruínas e, mesmo que seu ataque não seja motivo de orgulho, ele tem muitos usos táticos.

### Drag-Rides Divinos
Um grupo de Drag-Rides lendários de alta potência. Somente certas pessoas os possuem e eventualmente são capazes de usá-los. Diferentemente dos outros Drag-Rides, eles têm movimentos e habilidades especiais que lhes dão o poder de destruir grandes grupos de Passeios comuns sozinhos.
- O "Bahamut", um Drag-Ride preto com listras vermelhas, conhecido pelas pessoas como o lendário "Herói Negro". Ele tem muito poder oculto, pois o último usuário (Lux Arcadia) conseguiu destruir todo o exército Arcadia com ele. Sua habilidade é "Reload on Fire", o que lhe dá uma grande habilidade. Seus movimentos especiais são "Recoil Blast" e "Overload", um movimento usado para desbloquear os poderes ocultos de "Bahamut".

## Mídia

### Light Novels
O primeiro volume de light novel foi publicado em 12 de agosto de 2013 pela SB Creative sob a impressão de GA Bunko. Em novembro de 2019, dezenove volumes foram publicados.
| No. | Data de lançamento      | ISBN                   |
| --- | ----------------------- | ---------------------- |
| 1   | 12 de agosto de 2013    | ISBN 978-4-7973-7466-7 |
| 2   | 15 de novembro de 2013  | ISBN 978-4-7973-7551-0 |
| 3   | 15 de março de 2014     | ISBN 978-4-7973-7613-5 |
| 4   | 15 de julho de 2014     | ISBN 978-4-7973-7682-1 |
| 5   | 15 de dezembro de 2014  | ISBN 978-4-7973-7763-7 |
| 6   | 15 de junho de 2015     | ISBN 978-4-7973-8320-1 |
| 7   | 15 de outubro de 2015   | ISBN 978-4-7973-8503-8 |
| 8   | 15 de janeiro de 2016   | ISBN 978-4-7973-8612-7 |
| 9   | 15 de março de 2016     | ISBN 978-4-7973-8621-9 |
| 10  | 15 de julho de 2016     | ISBN 978-4-7973-8624-0 |
| 11  | 15 de novembro de 2016  | ISBN 978-4-7973-8810-7 |
| 12  | 15 de abril de 2017     | ISBN 978-4-7973-8811-4 |
| 13  | 15 de setembro de 2017  | ISBN 978-4-7973-9156-5 |
| 14  | 15 de dezembro de 2017  | ISBN 978-4-7973-9157-2 |
| 15  | 15 de maio de 2018      | ISBN 978-4-7973-9701-7 |
| 16  | 15 de setembro de 2018  | ISBN 978-4-7973-9842-7 |
| 17  | 15 de fevereiro de 2019 | ISBN 978-4-8156-0032-7 |
| 18  | 15 de junho de 2019     | ISBN 978-4-8156-0249-9 |
| 19  | 14 de novembro de 2019  | ISBN 978-4-8156-0455-4 |

### Mangá
Uma adaptação de mangá foi serializada pela Square Enix e pela revista online GA Bunko, Gangan GA, de 17 de julho de 2014 a 11 de maio de 2018. Foi lançado em onze volumes tankōbon.
| No. | Data de lançamento     | ISBN                   |
| --- | ---------------------- | ---------------------- |
| 1   | 12 de dezembro de 2014 | ISBN 978-4-7575-4494-9 |
| 2   | 12 de junho de 2015    | ISBN 978-4-7575-4669-1 |
| 3   | 14 de outubro de 2015  | ISBN 978-4-7575-4756-8 |
| 4   | 13 de janeiro de 2016  | ISBN 978-4-7575-4825-1 |
| 5   | 11 de março de 2016    | ISBN 978-4-7575-4900-5 |
| 6   | 13 de julho de 2016    | ISBN 978-4-7575-5055-1 |
| 7   | 11 de novembro de 2016 | ISBN 978-4-7575-5149-7 |
| 8   | 13 de abril de 2017    | ISBN 978-4-7575-5269-2 |
| 9   | 13 de setembro de 2017 | ISBN 978-4-7575-5467-2 |
| 10  | 12 de janeiro de 2018  | ISBN 978-4-7575-5581-5 |
| 11  | 11 de maio de 2018     | ISBN 978-4-7575-5690-4 |

Uma adaptação para anime da série de televisão, dirigida por Masaomi Andō e animada por Lerche. Yuuko Kakihara lidou com a composição da série, Keiko Kurosawa desenhou os personagens. A série foi ao ar de 11 de janeiro a 28 de março de 2016. O tema de abertura é "Hiryō no Kishi" (飛竜の騎士, lit. Wyvern Knight) Wyvern Knight) por True, enquanto o tema final é "Lime Tree" (ライムツリー) por Nano Ripe. Foi transmitido no Hulu.
O anime foi licenciado pela Sentai Filmworks, Madman Entertainment e MVM Films nos Estados Unidos, Austrália e Reino Unido, respectivamente.